# جزیره ولینگتون
جزیره ولینگتون (به اسپانیایی: Wellington Island) یک جزیره در شیلی است که در اقیانوس آرام واقع شده‌است.

## خصوصیات
جزیره ولینگتون ۵٬۵۵۵٫۷ کیلومترمربع مساحت دارد ۱٬۴۶۳ متر بالاتر از سطح دریا واقع شده‌است.